# Гай (Терновский поселковый совет, Недригайловский район)
Гай (укр. Гай) — исчезнувшее село в Недригайловском районе Сумской области Украины, относилось к Терновскому поселковому совету.
Село ликвидировано до 1988 года.

## Географическое положение
Село Гай находится на правом берегу реки Терн, выше по течению на расстоянии в 1 км расположено село Долина, ниже по течению на расстоянии в 2,5 км расположено село Городище, на противоположном берегу — село Бабаково. Село окружено лесным массивом.